# Chincha (provincie)
Chincha is een provincie in de regio Ica in Peru. De provincie heeft een oppervlakte van 2.987 km² en heeft 217.683 inwoners (2015). De hoofdplaats van de provincie is het district Chincha Alta; vier van de elf districten  vormen samen de stad (ciudad) Chincha Alta.
De provincie grenst in het noorden aan de regio Lima, in het oosten aan de regio Huancavelica, in het zuiden aan de provincie Pisco en in het westen aan de Grote Oceaan.

## Bestuurlijke indeling
De provincie Chincha is onderverdeeld in elf districten, UBIGEO tussen haakjes:
- (110202) Alto Larán
- (110203) Chavín
- (110201) Chincha Alta, hoofdplaats van de provincie en deel van de stad (ciudad) Chincha Alta
- (110204) Chincha Baja
- (110205) El Carmen
- (110206) Grocio Prado, deel van de stad (ciudad) Chincha Alta
- (110207) Pueblo Nuevo, deel van de stad (ciudad) Chincha Alta
- (110208) San Juan de Yanac
- (110209) San Pedro de Huacarpana
- (110210) Sunampe, deel van de stad (ciudad) Chincha Alta
- (110211) Tambo de Mora

Chincha · Ica · Nazca · Palpa · Pisco